# Sombornquelle
Koordinaten: 51° 6′ 6,7″ N, 8° 14′ 24,8″ O
Die Sombornquelle nahe Wingeshausen im nordrhein-westfälischen Kreis Siegen-Wittgenstein ist die Quelle des im Rothaargebirge fließenden Gutmannsaatbachs, einem Zufluss des Kappel-Quellbachs Westerbach.

## Geographische Lage
Die Sombornquelle liegt im Rothaargebirge und im Naturpark Sauerland-Rothaargebirge auf zum Kreis Siegen-Wittgenstein gehörenden Gebiet auf dem Südosthang des 756,3 m hohen Härdlers, dem höchsten Berg im Kreis Olpe. Sie entspringt etwa 5 Kilometer (km) nordwestlich des Bad Berleburger Ortsteils Wingeshausen, 2,9 km westsüdwestlich des Schmallenberger Ortsteils Jagdhaus, 505 Meter (m) nördlich vom 709,4 m hohen Berg Somborn und 380 m (jeweils Luftlinie) südöstlich des Härdlergipfels auf einer Höhe von 668 m ü. NHN. Direkt südlich vorbei an der Quelle verläuft der Wanderweg Rothaarsteig.

## Quellbeschreibung und Wasserführung
Die Sombornquelle tritt aus zwei Gesteinsspalten aus, die zwei Rinnsale speisen. Von dort fließt das Quellwasser mehrere Meter in kleinen Kaskaden zu Tal, bis das Wasser beider Rinnsale in einer Holzrinne gesammelt wird. Aus dieser Rinne fließt es in kleinen Wasserfällen auf mehrere Stufen aus Stein, wobei sich weitere Kleinwasserfälle bilden. Unterhalb der Steinstufen verschwindet das Wasser in einer Verrohrung, die es unter dem Rothaarsteig hindurchführt. Fortan fließt der Gutmannsaatbach in Richtung Südsüdosten durch bewaldetes Gebiet des Rothaargebirges.
Die Sombornquelle ist eine Störungsquelle und hat eine Schüttung von durchschnittlich 1 bis 2 Liter Wasser pro Sekunde und führt ganzjährig Wasser.

## Geologie
An der Sombornquelle enden die Unteren Harbecke-Schichten im Bereich entlang des Rothaarsteiges zwischen Jagdhaus und der Quelle. Darüber folgen eine Schicht Quarzkeratophyrtuff K6 (nur ca. 2 Meter dick) und die Langewieseschichten. Die Sombornquelle entspringt im Bereich des K6-Tuffs.

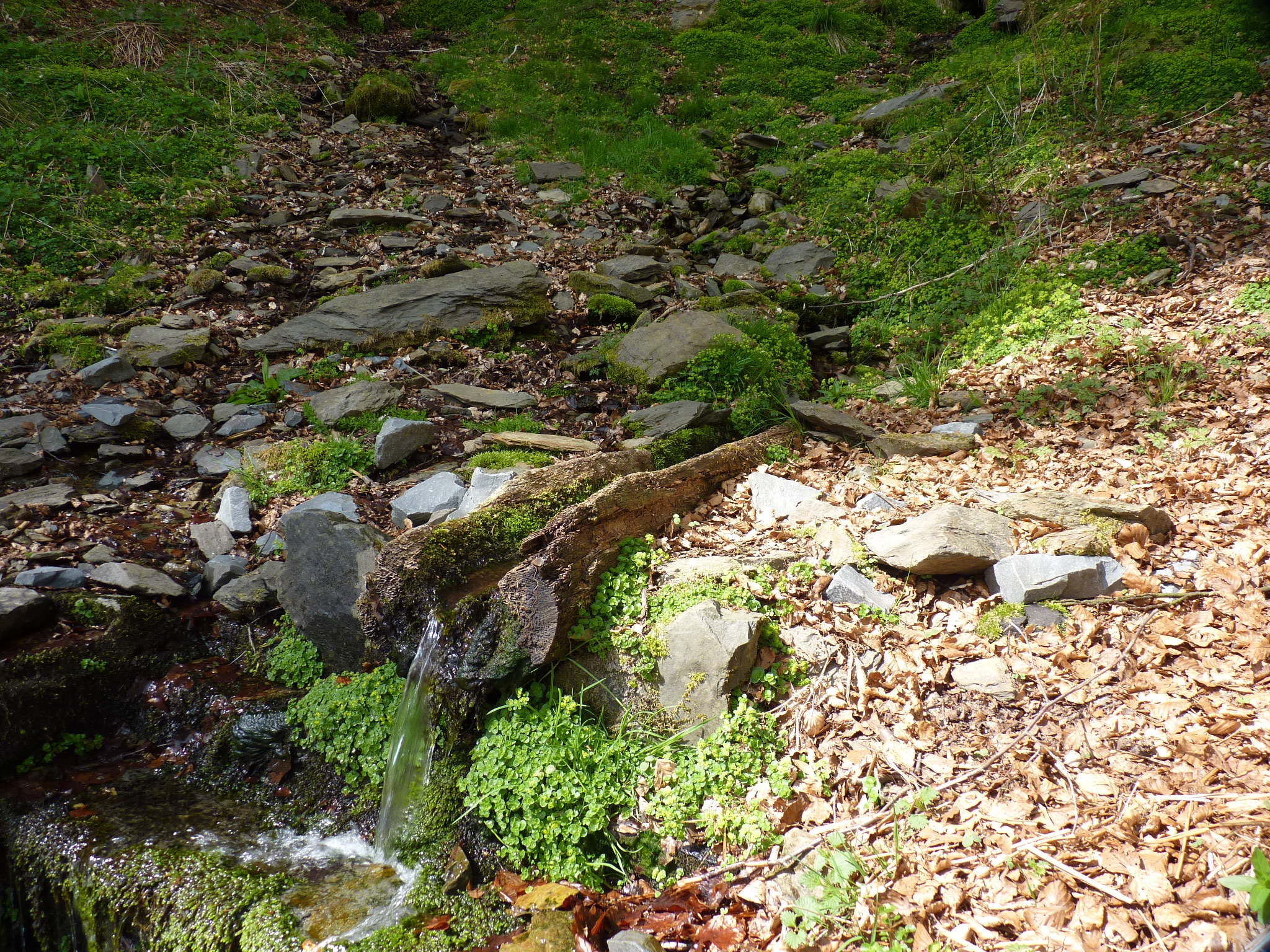
Holzrinne der Sombornquelle (2014)